# Westerkanaalschutsluis

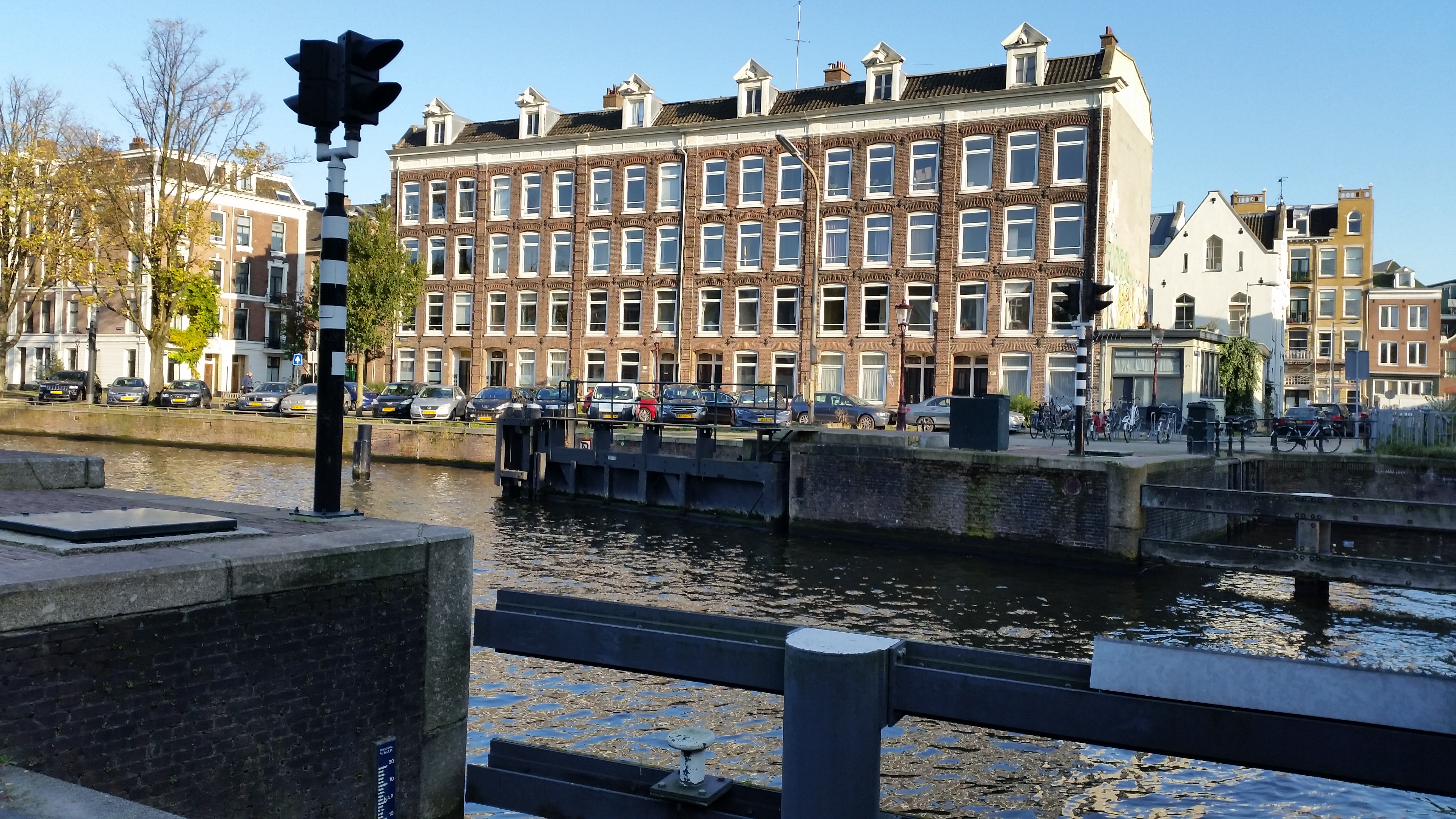
De zuider deuren van de Westerkanaalschutsluis met een woonblok aan de Houtmankade (oktober 2019)

De Westerkanaalschutsluis is een schutsluis in het Westerkanaal, Amsterdam-West. Ze liggen tussen beide Houtmankaden.
De originele schutsluis werd vanaf juni 1877 (datum aanbesteding) gebouwd in het toen net gegraven Westerkanaal, dat een doorgaande route vormde tussen de Singelgracht en het IJ. Er kwamen grote schepen binnen, dus het werd een vrij grote schutsluis; de sluiskolk werd 122 meter. In augustus 1878 was de klus grotendeels geklaard.
In de loop der jaren werd de schutsluis steeds meer een sta-in-de-weg voor grotere schepen in de route Amsterdam-Rotterdam. In 1959 werd dan ook besloten dat de schutsluis en de onder de Westerkeersluis (brug) liggende Westerkeersluis gereed te maken voor schepen tot 2000 ton.
De noordelijke sluisdeuren verhuisden verder naar het noorden tussen de Houtmandwarsstraat en de Zoutkeetsgracht; de sluiskolk werd opgerekt tot 165 meter en er kwamen aan die zijde twee doorvaarten. Vermoedelijk zijn bij die verbouwing zijn ook schuilkelders aangebracht in de vier landhoofden; er zou plaats zijn voor 4 x 100 personen (vier landhoofden). Of deze nog operationeel zijn (laatste controle 1993) is onbekend. De zuidelijke sluisdeuren liggen in een doorvaart en dan al vanaf het begin in het verlengde van de Schiemanstraat, even ten noorden van de spoorbruggen.
Het Westerkanaal maakt deel uit van de Staande Mastroute en staat dag en nacht open; slechts in geval van plotselinge stijging van het waterpeil gaat de sluis dicht. Bovendien vormt het kanaal een essentieel onderdeel binnen de waterverversing in Amsterdam.